# Carl Leberecht Crusius

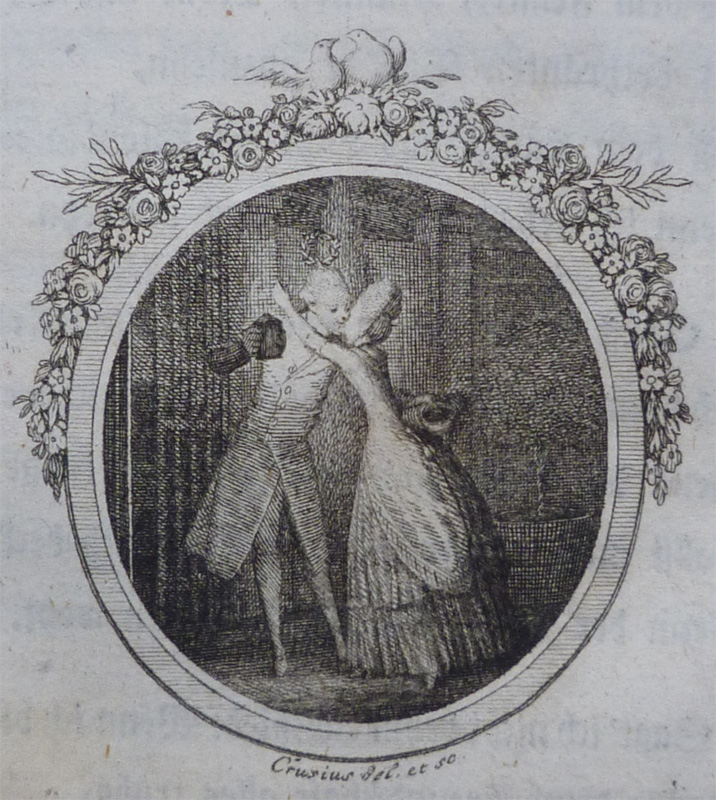
Schlussvignette zu Goeckingk „Lieder zweier Liebender“ von Carl Leberecht Crusius, Leipzig 1779, S. 160

Carl Leberecht Crusius (* 9. Mai 1740 in Langenhessen; † 10. Februar 1779 in Leipzig) war ein deutscher Kupferstecher und Illustrator. Er wird zur zweiten Generation der Leipziger Kupferstecher des Rokoko auf der Grenze zum Klassizismus gezählt.
Er ist der Sohn des Magisters und Pfarrers Gottlieb Crusius (1688–1754) und der Regina Elisabeth, geb. Conrad.
Seine Brüder sind der Kupferstecher Gottlieb Leberecht Crusius (1730–1804) und der Verleger Siegfried Leberecht Crusius (1738–1824).
Es gilt als schwierig, die grafischen Arbeiten der Brüder zu unterscheiden, da nicht alle Darstellungen signiert sind. Einige tragen jedoch die Signatur "C Crusius f".
Crusius fertigte unter anderem Kupferstiche als Illustrationen für Bücher des Verlages seines Bruders.
1768 erscheint "Das Landleben" von Christian Cay Lorenz Hirschfeld, das die ersten Buchillustrationen des Künstlers enthält. Das Buch ist so erfolgreich, dass 1771 und 1776 weitere Auflagen folgen, für die Crusius, die Vignetten erneut bearbeitet.
Zu seinen bekanntesten Arbeiten gehören die Vignetten zu Leopold Friedrich Günther von Goeckingks Lieder zweier Liebenden (Weidmanns Erben und Reich, Leipzig 1777).
Seine Stammliste ist in der Stammliste seines Ururgroßvaters Balthasar Crusius enthalten.

## Werke
- 1768 Christian Cay Lorenz Hirschfeld: Das Landleben, Leipzig bei Crusius 1768, Frontispiz und 26 Vignetten
- 1771 Christian Cay Lorenz Hirschfeld: Das Landleben, Leipzig bei Crusius 1771, Frontispiz und 26 Vignetten, Überarbeitung einiger Platten der Ausgabe von 1768
- 1776 Christian Cay Lorenz Hirschfeld: Das Landleben, Leipzig bei Crusius 1776, Frontispiz nach Marillier und 24 Vignetten, Illustrationen gegenüber den vorherigen Ausgaben zum Teil überarbeitet und zum Teil neu. (Digitalisat)
- 1776 Ernst August Anton von Göchhausen: Das Werther-Fieber, ein unvollendetes Familienstück, Nieder-Teutschland 1776, Frontispiz nach Mechau und Titelvignette (Digitalisat)
- 1777 Leopold Friedrich Günther von Goeckingk: Lieder zweier Liebenden, Leipzig bey Weidmanns Erben und Reich 1777, Titelvignette und 4 Vignetten (Digitalisat)